# Mrs McGinty est morte (téléfilm)
Pour le roman, voir Mrs McGinty est morte.
Mrs McGinty est morte (Mrs McGinty's Dead) est un téléfilm britannique de la série télévisée Hercule Poirot, réalisé par Ashley Pearce, sur un scénario de Nick Dear, d'après le roman Mrs McGinty est morte, d'Agatha Christie.
Ce téléfilm, qui constitue le 58e épisode de la série, a été diffusé pour la première fois au Royaume-Uni le 14 septembre 2008 sur le réseau d'ITV et en France le 8 juillet 2009 sur TMC.

## Synopsis
James Bentley est jugé coupable du meurtre de sa logeuse Mrs McGinty et est condamné à mort. Mais le Superintendant Spence a des doutes sur sa culpabilité et par précaution il appelle Poirot. Celui-ci accepte de mener une nouvelle enquête et croisera la route de son amie écrivain Ariadne Oliver, passant quelques jours en séance d'écriture avec un auteur de théâtre Robin Upward. Mais cette enquête n'est pas du goût à tout le monde.
Poirot retrouve un vieil article chez la victime qui évoque une vieille affaire de meurtre, dont l'assassin, une jeune femme enceinte, s'était enfui à l'étranger. Poirot cherche ainsi à identifier l'enfant, Evelyn Hope, parmi l'entourage de Mrs McGinty. Après avoir été victime d'une tentative de meurtre, Poirot présente les photos de l'assassin de l'article aux habitants du village, pensant que Mrs. McGinty l'a reconnu, et Mme Upward la reconnait à son tour. Mais elle est assassinée le lendemain alors que son fils Robin était sorti avec Ariadne Oliver. L'assassin est Evelyn Hope et Poirot doit découvrir tous les secrets des suspects pour l'identifier.

## Fiche technique
- Titre français : Mrs McGinty est morte
- Titre original : Mrs McGinty's Dead
- Réalisation : Ashley Pearce
- Scénario : Nick Dear, d'après le roman Mrs McGinty est morte (1952) d'Agatha Christie
- Décors : Jeff Tessler
- Costumes : Sheena Napier
- Photographie : Alan Almond
- Montage : Paul Garrick
- Musique originale : Stephen McKeon
- Casting : Susie Parriss
- Production : Trevor Hopkins
  - Production déléguée : Julie Burnell, Rebecca Eaton, Michele Buck, Phil Clymer et Damien Timmer
  - Production associé : David Suchet
- Sociétés de production : Granada, WGBH Boston et Agatha Christie Ltd.
- Durée : 100 minutes
- Pays d'origine :  Royaume-Uni
- Langue originale : Anglais
- Genre : Policier
- Ordre dans la série : 58e - (1er épisode de la saison 11)
- Premières diffusions :
  -  Royaume-Uni : 14 septembre 2008 sur le réseau d'ITV
  -  Canada : 10 mai 2009 sur Radio-Canada
  -  France : 8 juillet 2009 sur TMC

## Distribution
- David Suchet (VF : Roger Carel) : Hercule Poirot
- Zoë Wanamaker (VF : Christine Delaroche) : Ariadne Oliver
- David Yelland : George le valet
- Joe Absolom (VF : Mathias Casartelli) : James Bentley
- Simon Molloy : le juge de district
- Richard Hope (VF : Philippe Ariotti) : Spence
- Sarah Smart : Maude Williams
- Raquel Cassidy : Maureen Summerhayes
- Richard Dillane (VF : Patrice Baudrier) : Major Summerhayes
- Simon Shepherd : Dr Rendell
- Emma Amos (VF : Nathalie Duverne) : Bessie Burch
- Billy Geraghty (VF : Michel Laroussi) : Joe Burch
- Ruth Gemmell (VF : Véronique Rivière) : Miss Sweetiman
- Mary Stockley : Eve Carpenter
- Paul Rhys : Robin Upward
- Siân Phillips (VF : Maria Tamar) : Mrs Upward
- Catherine Russell : Pamela Horsfall
- Amanda Root : Mrs Rendell
- Richard Lintern : Guy Carpenter

Source doublage: RS Doublage